# Afanasijs Kuzmins
Afanasijs Kuzmins (* 22. März 1947 in Krivošejeva, Daugavpils novads) ist ein lettischer Sportschütze.
Kuzmins nahm 1976 erstmals an Olympischen Spielen teil und belegte den vierten Platz. Vier Jahre später erreichte er den sechsten Rang. Er wurde bei den Olympischen Sommerspielen 1988 in Seoul Olympiasieger mit der Schnellfeuerpistole für die UdSSR vor Ralf Schumann aus der DDR. Vier Jahre später ging Kuzmins für Lettland an den Start und gewann Silber, dieses Mal hinter Schumann und vor Wladimir Wochmjanin. Diese Medaille war das erste Edelmetall für die lettische Mannschaft bei Olympischen Spielen seit 1936.
Bis einschließlich 2012 nahm Kuzmins neunmal an Olympischen Spielen teil, dreimal für die Sowjetunion und sechsmal für Lettland. Fünfmal platzierte sich Kuzmins dabei unter den besten Acht, zuletzt als Achter 2000 in Sydney. Er gehört zu den Sportlern mit den meisten Olympiateilnahmen.